# Guglielmo Cottrau
Guglielmo (o Guillaume Louis) Cottrau (París, 10 de agosto de 1797 – Nápoles, 31 de octubre de 1847) fue un compositor y editor de partituras francés naturalizado napolitano. Gran amigo de los compositores de su momento (especialmente de Vincenzo Bellini y de Gaetano Donizetti), publicó algunas de sus partituras. Las obras musicales de Cottrau están hoy prácticamente olvidadas, salvo los temas que Franz Liszt utilizó para componer la Tarantella de sus Années de Pèlerinage. Guglielmo  fue padre del también compositor Teodoro Cottrau.

## De París a Nápoles
Guglielmo (cuyo nombre original era Guillaume Louis) nació en el seno de una familia noble. Su padre era literato con gran afición por la música. Tras el dominio francés de la península italiana, los Cottrau se trasladaron a Nápoles donde el padre tuvo importantes cargos durante los reinados de José Bonaparte y Joaquim Murat: será vicepresidente de la Junta de Teatros y presidente de Bellas Artes y de la Filarmónica.

## Edición de canciones
Guglielmo mostró gran afición por las artes, la música, la literatura y el periodismo. 
A partir de 1824 comenzó a colaborar con el editor Bernardo Girard. Girard y Cottrau publicaron una colección de canciones titulada Passatempi musicali.  En el centenar de obras publicadas, había temas populares o anónimos arreglados por Cottrau, junto a obras propias y otras de autores contemporáneos. Cottrau continuó con la publicación de obras musicales tras la muerte de Girard y, fallecido Guglielmo, será su hijo Teodoro quien siga recopilando y editando canciones. Gracias a esto, la canción napolitana traspasó las fronteras del reino y alcanzó gran difusión y popularidad.